# 旺鸡蛋

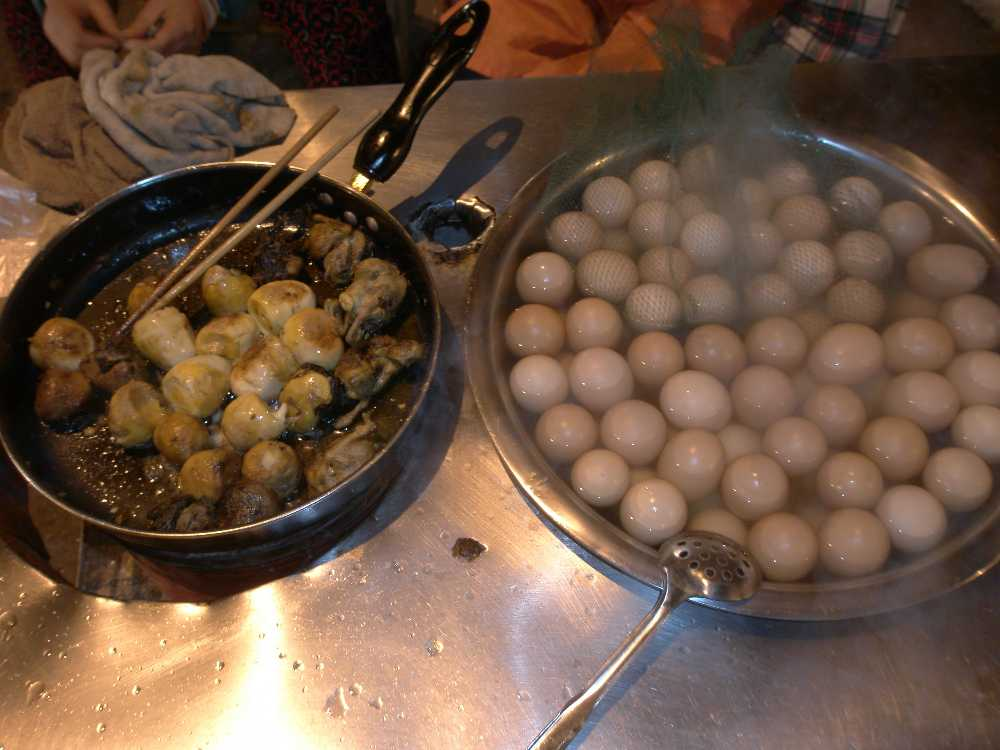
左为剥壳油煎的旺鸡蛋，右为水煮的旺鸡蛋

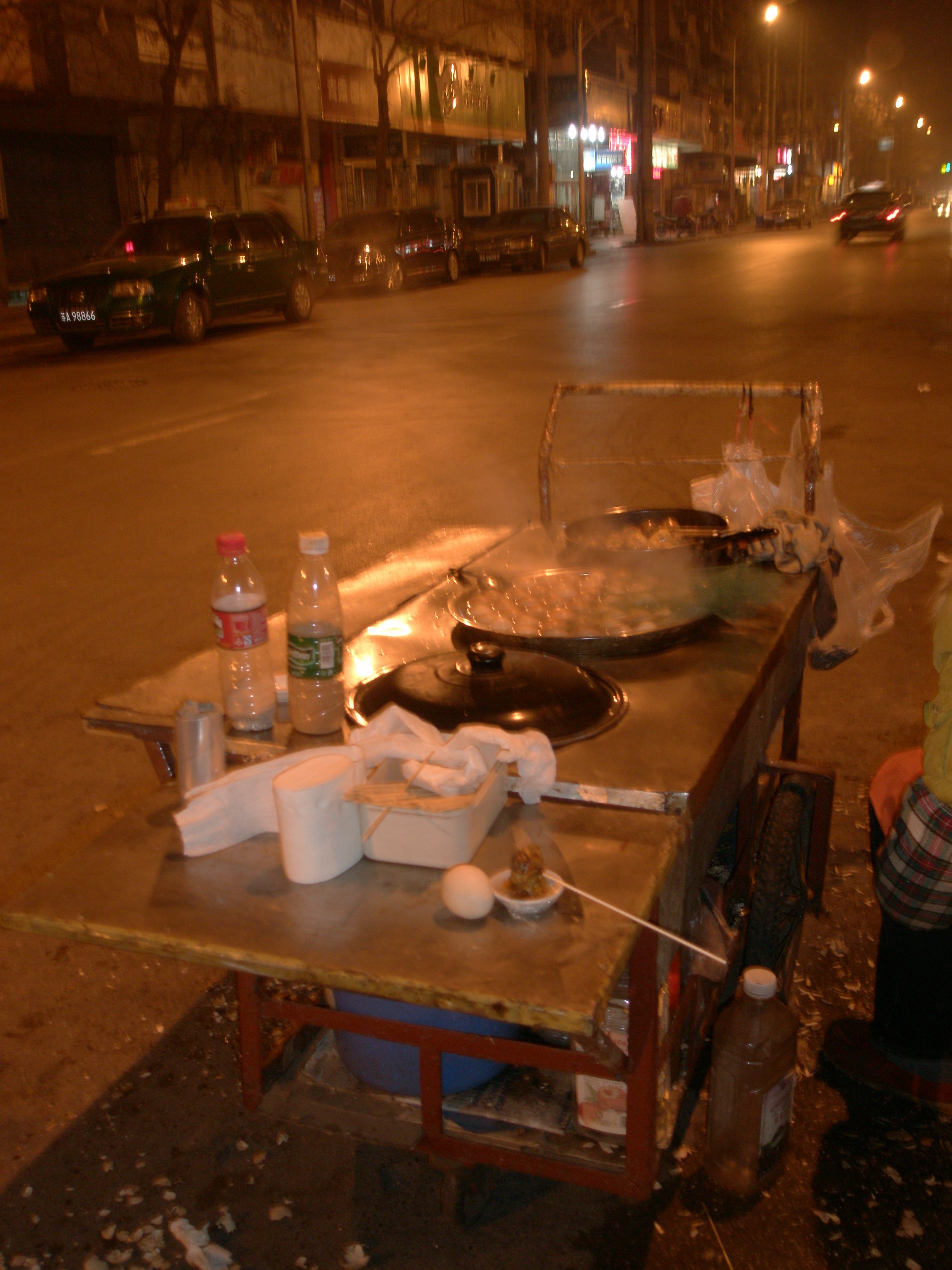
南京街头出售旺鸡蛋的推车

旺鸡蛋，又名雞仔蛋、毛雞蛋、毛蛋、鸡仔胎，江浙一帶又稱喜蛋、活蛋，是一种小吃。传统上指将胚胎發育過程中鸡蛋清水煮熟，一般剥壳蘸炒熟的精盐食用。其中，活珠子特指经传统工艺孵化发育12-14天的草鸡胚胎，因其发育中的囊胚在透视状态下形如珍珠而得名。

## 简介
传统上将旺鸡蛋清水煮熟，一般剥壳蘸炒熟的精盐食用。近年来出现了剥壳油煎后食用的吃法。

## 争议
有些人认为食用未发育完全的鸡的胚胎是一种残忍的行为，但是许多人认为这仅仅是一种饮食习惯而已。
加工旺鸡蛋时可能使用了非法的亚硝酸盐，破裂的旺鸡蛋也容易滋生细菌。食用的安全性引起了争议。